# Gynoplistia conjuncta
Gynoplistia conjuncta är en tvåvingeart som beskrevs av Edwards 1923. Gynoplistia conjuncta ingår i släktet Gynoplistia och familjen småharkrankar. Inga underarter finns listade i Catalogue of Life.